# Aérodrome de Quépos
L'aérodrome de Quépos-La Managua (code IATA : XQP • code OACI : MRQP) est un aéroport situé à environ 5 km à l'est de Quepos, au Costa Rica. Il dessert cette ville, le Parc National Manuel Antonio et d'autres attractions touristiques dans le centre de la Province de Puntarenas. L'aéroport tient son nom du quartier de La Managua, où l'aéroport est situé.
L'aéroport La Managua est l'un des plus importants aéroports du Costa Rica, le quatrième le plus fréquenté dans le pays par le trafic de passagers. Il est détenu et géré par la Direction Générale de l'Aviation Civile.

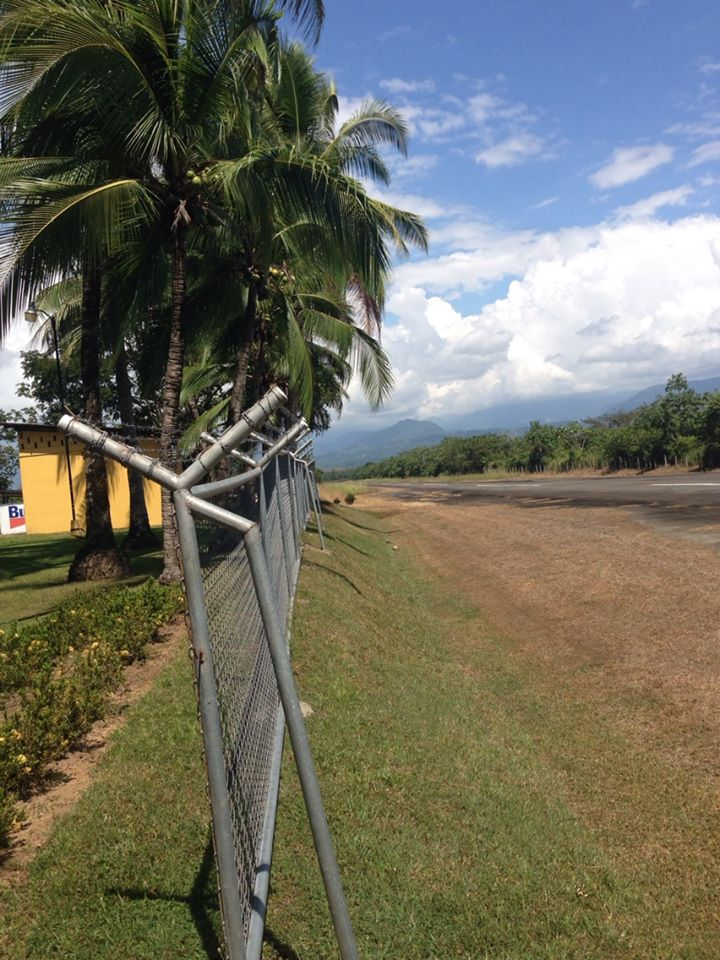
Piste de l'Aérodrome de Quépos.
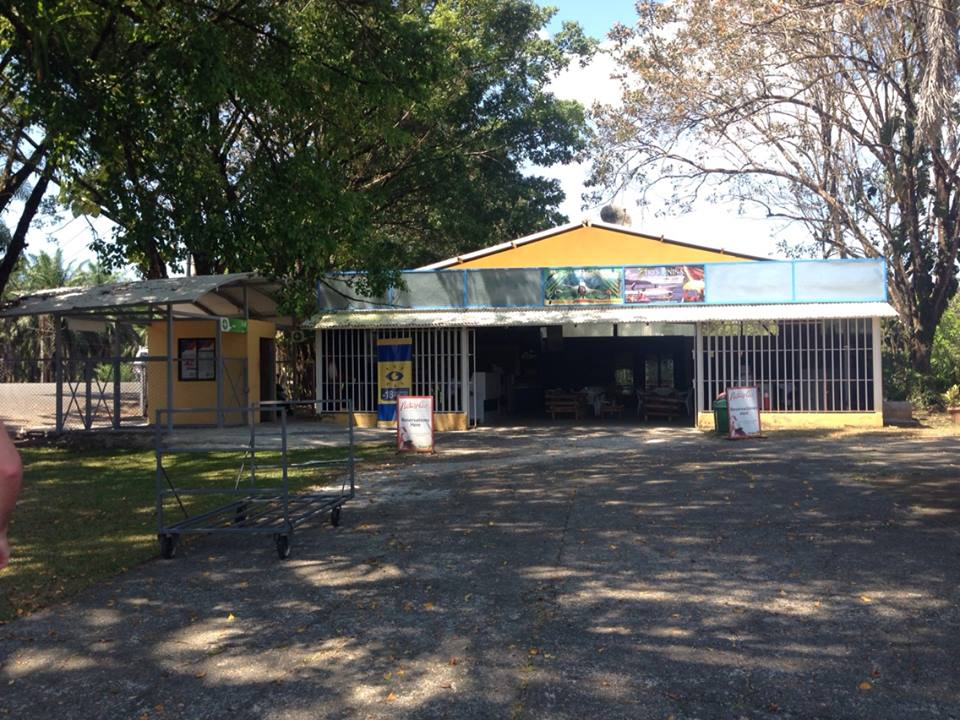
Le bâtiment du terminal. À l'intérieur se trouvent des comptoirs de billetterie, ainsi que des toilettes et un stand snack-bar.

## Situation
| \| 50 km1:1 721 000 \| Bahia Drake Barra del Colorado Coto 47 Golfito Nosara Palmar Sur Puerto Jiménez Punta Islita Quépos San Isidro de El General Tamarindo Tambor Tortuguero Libéria San José T. Bolaños Limón San José-J.-Santamaría |
| 50 km1:1 721 000 |

## Services réguliers
| Compagnies | Destinations                                       |
| ---------- | -------------------------------------------------- |
| Nature Air | La Fortuna-Arénal, Golfito, San José-J. Santamaría |
| Sansa      | San José-J. Santamaría                             |

## Statistiques Passagers
Pour des raisons techniques, il est temporairement impossible d'afficher le graphique qui aurait dû être présenté ici.

Voir la requête brute et les sources sur Wikidata.

Ces données montrent le nombre de mouvements de passagers dans l'aéroport, selon les annuaires statistiques de la Direction générale de l'aviation civile du Costa Rica.